# Granuloppia ghanensis
Granuloppia ghanensis är en kvalsterart som beskrevs av Wallwork 1961. Granuloppia ghanensis ingår i släktet Granuloppia och familjen Granuloppiidae. Inga underarter finns listade i Catalogue of Life.